# 查利·帕克
查利·帕克（英語：Charlie Parker，1920年8月29日—1955年3月12日），美国黑人爵士薩克斯手，外号“大鸟”（Yardbird）。

## 生平
帕克出生在堪薩斯州的堪薩斯市，成長於密蘇里州的坎薩斯城。原先是吹中音薩克斯的，後來改為吹次中音薩克斯。他14歲時就因迷戀多姿多彩的音樂而輟學，但他當時的音樂才能尚未成熟。經過數次爵士音樂即席演奏會上的失敗後，他在一個夏天下苦功練習。1937年他第一次參加JayMcShann的樂隊時，已掌握了演奏薩克斯的技巧。
帕克曾在數個著名的大樂團待過，包括當時最紅的 Earl Hines Band 及 Billy Eckstine Band 。40年代初期，開始和 Dizzy Gillespie等演奏者組了五重奏，為咆勃爵士樂的新浪潮推進第一個高峰，但是他們的新音樂太過前衛，所以常受到反動保守的爵士樂評家強烈怦擊。
他以一曲 " Cherokee " 震撼了樂壇，超人的演奏速度 、敏感細膩的音色，奠定他成為天才中音薩克斯演奏家的地位。
在1954年，爵士薩克斯大師保羅·戴斯蒙（Paul Desmond）曾通話訪問帕克。其實，戴斯蒙和帕克的音樂風格差異相當大。戴斯蒙擅長演奏輕快憂鬱的冷爵士樂；而帕克傾向花巧快速的咆勃爵士樂。二人對爵士音樂進行討論及不少創新的想法，令這短短十五分鐘的通話得以成為當時城中熱話。
在他生命的最後，帕克因不斷奔波演奏，染上毒癮與酗酒，再加上家庭生活的沉重壓力引發精神崩潰於1955年3月12日在朋友的居所中倒斃，年仅34歲。

## 外部連結

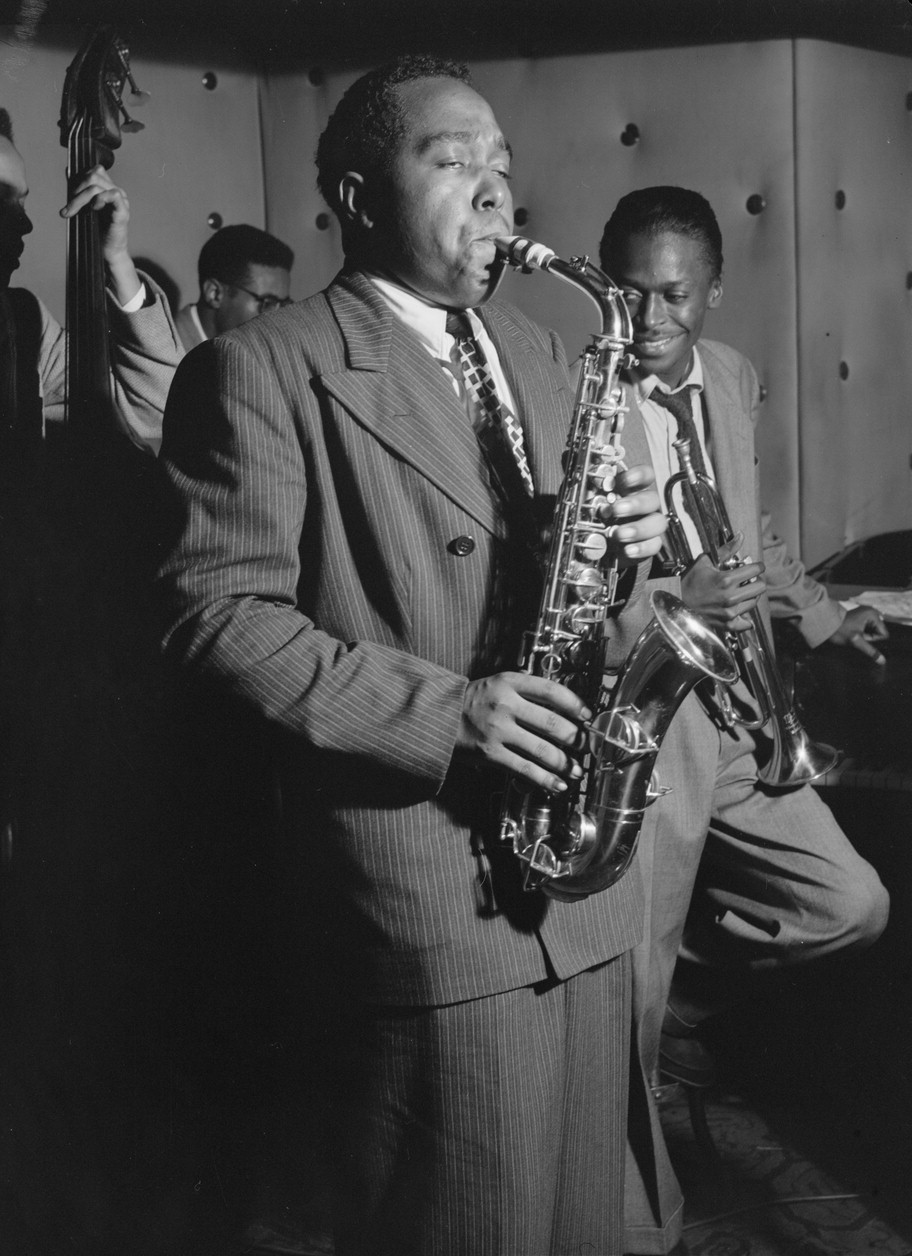
查利·帕克

- Charlie Parker-Interview （页面存档备份，存于）